# Marija Jovanović (volley-ball)
Pour la handballeuse monténégrine, voir Marija Jovanović (handball).

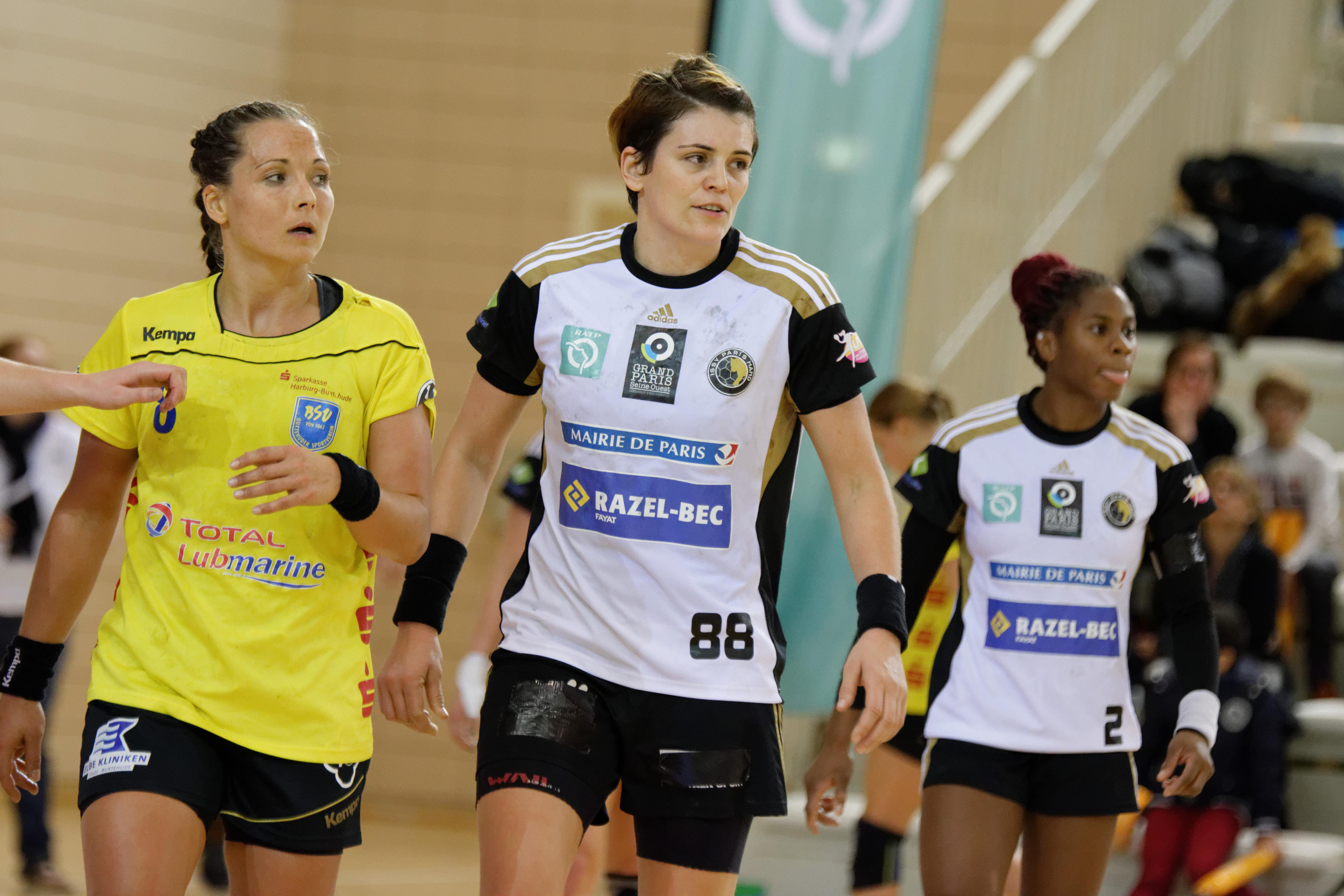
Marija Jovanović, Randy Bülau et Coralie Lassource en 2015

Marija Jovanović est une joueuse de volley-ball serbe née le 27 mai 1989 à Kosovska Mitrovica (Kosovo). Elle mesure 1,81 m et joue au poste d'attaquante.

## Clubs
| Club               | De        | À         |
| ------------------ | --------- | --------- |
| Étoile Rouge       | 2002-2003 | 2003-2004 |
| OOK Kolubara       | 2004-2005 | 2006-2007 |
| OK Vizura          | 2007-2008 | 2008-2009 |
| OK Galeb Bar       | 2009-2010 | 2010-2011 |
| VBC Val-de-Travers | 2011-2012 | 2011-2012 |
| OOK Kolubara       | 2012-2013 | 2012-2013 |
| ŽOK Jedinstvo      | 2013-2014 | 2015-2016 |
| GŽOK Srem          | 2019-2020 | …         |

## Palmarès
- Championnat du Monténégro
  - Vainqueur : 2010, 2011.
- Coupe de Serbie
  - Finaliste : 2016.
- Championnat de Serbie
  - Finaliste : 2016.